# Tom Bridgeland
Thomas Andrew Bridgeland (né en 1973) est un mathématicien britannique, professeur de mathématiques à l'université de Sheffield.

## Formation et carrière
Bridgeland a effectué ses études à la Shelley High School (en) à Huddersfield et au Christ's College de Cambridge, où il a passé le Tripos mathématique ; il a obtenu son diplôme de Baccalauréat ès Arts première classe avec les honneurs en mathématiques en 1995. Il a obtenu son doctorat à l'université d'Édimbourg, où il a séjourné pour un poste de recherche post-doctorale.
Il est professeur de mathématiques à l'université de Sheffield,,,.

## Recherches
Les recherches de Bridgeland concernent la géométrie algébrique, en se concentrant sur les propriétés des catégories dérivées de préfaisceaux cohérents (en) sur les variétés algébriques,. 
Ses articles les plus cités portent sur les conditions de stabilité, sur les catégories triangulées et les surfaces K3 ; dans le premier, il définit l'idée d'une « condition de stabilité » sur une catégorie triangulée, et démontre que l'ensemble de toutes les conditions de stabilité sur une catégorie fixée forme une variété, alors que dans le second, il décrit une composante connexe de l'espace des conditions de stabilité sur une catégorie  dérivée délimitée de préfaisceaux cohérents sur une K3 surface algébrique complexe.
Bridgeland a établi la catégorie dérivée cohérente comme l'un des principaux invariants des variétés algébriques et il a stimulé à l'échelle mondiale de l'enthousiasme pour ce qui était auparavant une technique jugée sans intérêt. Ses résultats sur la transformée de Fourier-Mukai permet de résoudre de nombreux problèmes au sein de la géométrie algébrique, et ont eu de l'influence en algèbre homologique et en algèbre commutative, les orbifold et la cohomologie quantique (en), le programme de modèle minimal, la classification des variétés de Fano (en), les constructions de modules, la théorie des représentations et la combinatoire. Bridgeland introduit, dans son article paru dans les Annals en 2002, des espaces de conditions de stabilité sur les catégories triangulées, remplaçant la pente rationnelle traditionnelle des problèmes de modules par une phase complexe. Cette innovation donne un contenu mathématique rigoureux pour travailler sur les D-branes et crée une nouvelle zone d'interaction profonde entre la physique théorique et la géométrie algébrique. Il a été un élément central des travaux ultérieurs sur la symétrie miroir homologique.
Les recherches de Bridgeland ont été financées par l'Engineering and Physical Sciences Research Council (en) (EPSRC).

## Prix et distinctions
Bridgeland est lauréat du prix Berwick en 2003, il a reçu en 2005 le prix Whittaker et le prix Adams en 2007 conjointement avec David Tong (en).
En 2006 il est conférencier invité au congrès international des mathématiciens à Madrid avec une conférence intitulée « Derived categories of coherent sheaves ».
En 2014, il a été élu membre de la Royal Society (FRS).

## Publications
- (en) T. Bridgeland, A. King et M. Reid, « The McKay correspondence as an equivalence of derived categories », Journal of the American Mathematical Society, vol. 14, no 3,‎ 2001, p. 535 (DOI 10.1090/S0894-0347-01-00368-X).
- (en) Tom Bridgeland, P. Aspinwall et al., Dirichlet Branes and Mirror Symmetry, coll. « Clay Mathematics Monographs (en) », 2009.